# Villa Gallidoro
La Villa Gallidoro è situata a Palermo, Via delle Croci 5, nel quartiere Libertà.

## Storia
La villa fu commissionata da Carlo Busacca (1847-1908), marchese di Gallidoro, all’ingegnere e architetto Melchiorre Minutilla. L’edificio di stile neorinascimentale fu costruito nel 1888 in un grande parco di circa due ettari vicino al Giardino Inglese. L’architetto Ernesto Basile intervenne all’interno della villa nel 1892 progettando alcuni arredi fissi e apparati decorativi (camini monumentali, soffitti a cassettoni).
Negli anni '20, la villa venne utilizzata dalla società "Les Tramways de Palerme" per alloggiarvi alcuni dipendenti stranieri, fra cui l’architetto belga Lucien François, che vi risiede dal 1919 al 1921. Nel luglio 1926, la villa ospitò la Mostra regionale d'arte in cui espongono alcuni pittori, fra cui Onofrio Tomaselli e Pippo Rizzo.
Tra il 1932 e il 1934, la villa ormai passata all’Opera nazionale Balilla, venne costruita nel giardino la Palestra della Gioventù Italiana del Littorio, su progetto dell’architetto Vincenzo Nicoletti. Nell'aprile 1943, la palestra fu danneggiata dai bombardamenti che colpirono la città. 
Dopo la seconda guerra mondiale, la villa fu acquistata dalla Regione Sicilia e adibita a scuola media. Nel 1950, nella parte settentrionale de giardino venne costruita la sede del Liceo Classico “Giuseppe Garibaldi”.
Ancora oggi, la villa è sede della scuola media e del liceo classico "Giuseppe Garibaldi".

## Descrizione

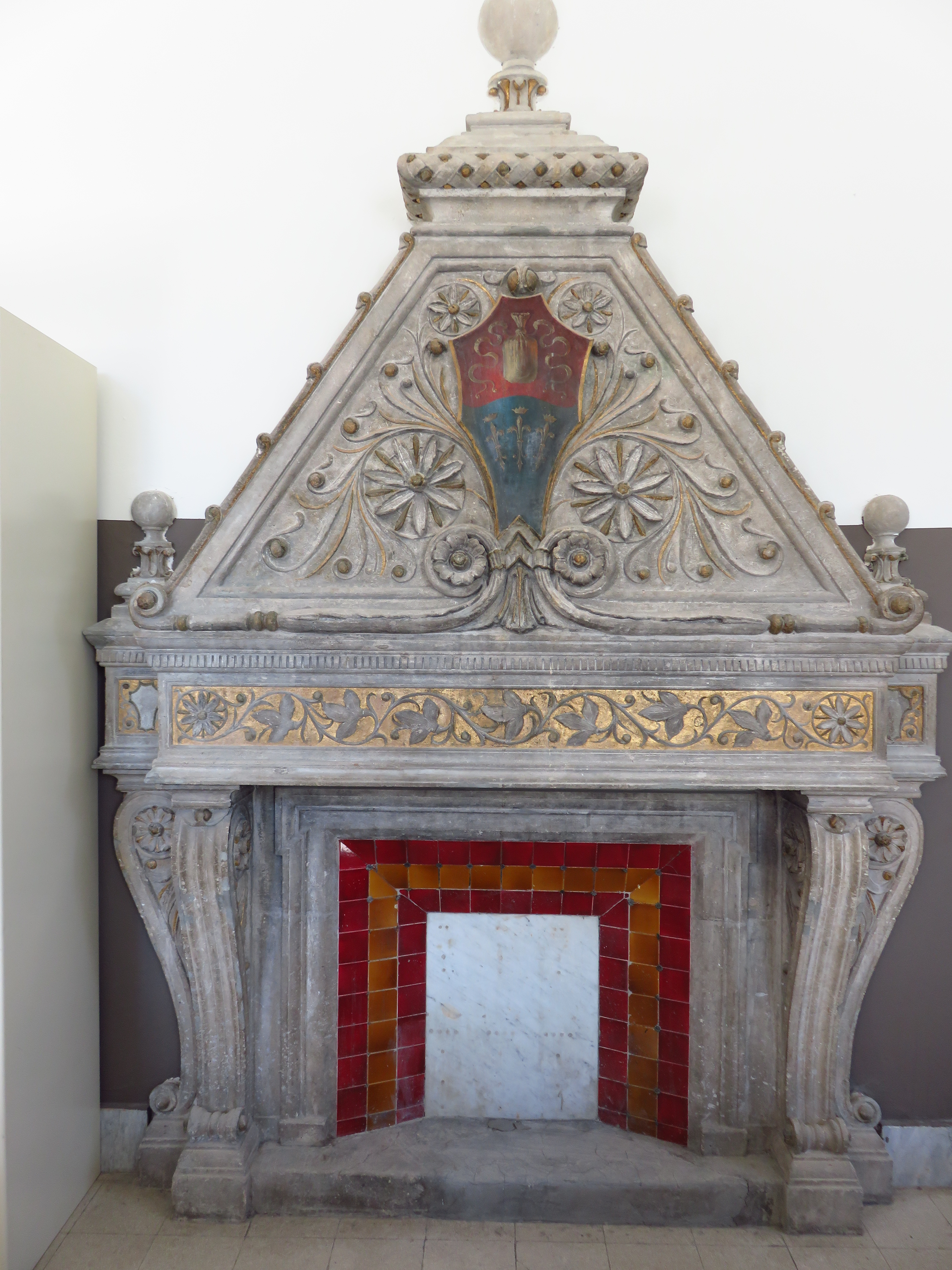
Camino progettato da Ernesto Basile

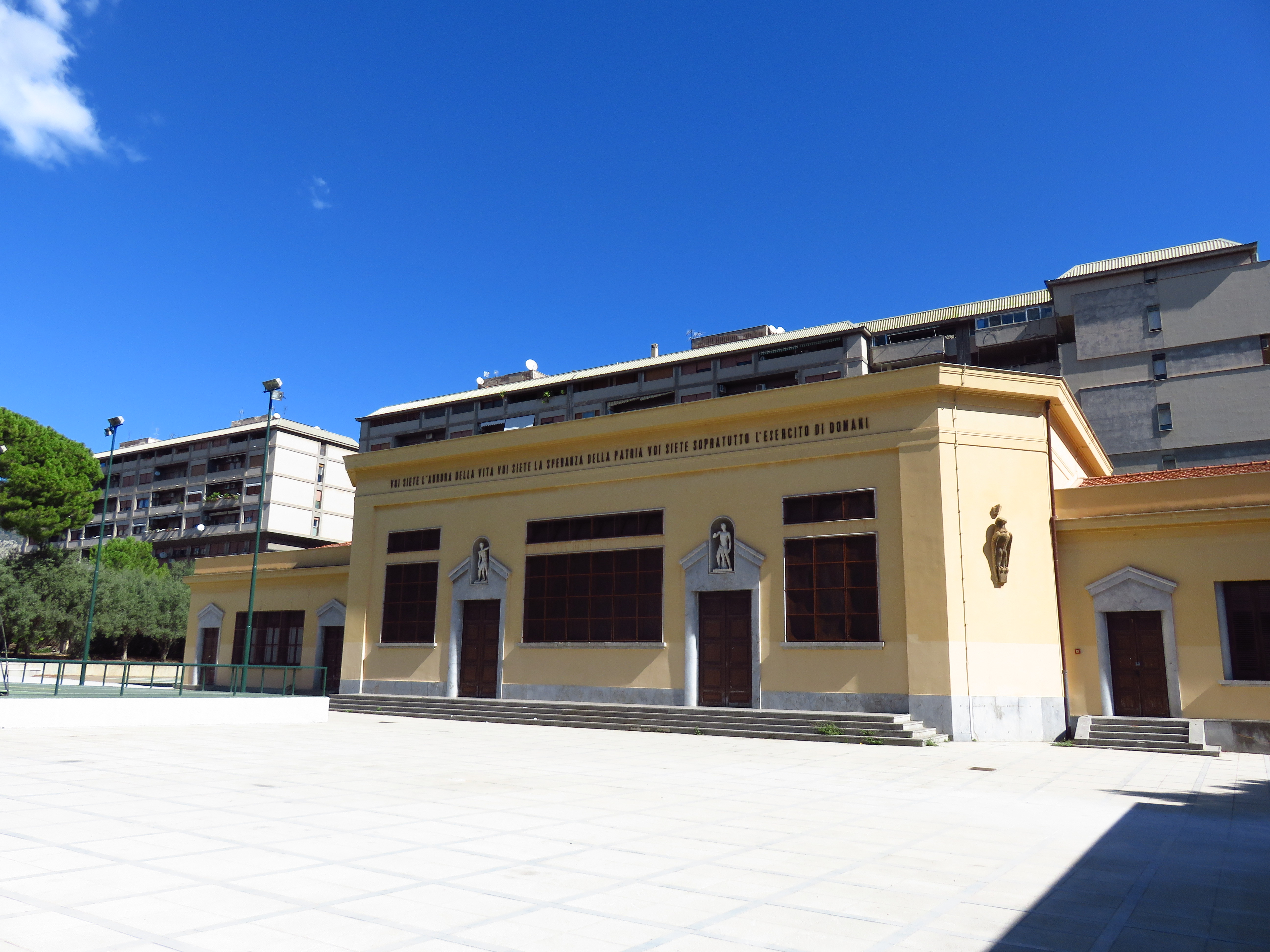
Palestra di Villa Gallidoro

La villa, di stile neorinascimentale, presenta tre elevazioni. Il frontone di coronamento presentava un doppio stemma al centro, come si vede nel disegno del prospetto e in una foto d’epoca, ma questo è ormai scomparso. Si trattava probabilmente dell’arma del marchese di Gallidoro: un campo diviso, nel primo di rosso con una borsa legata d’oro, nel secondo d’azzurro con tre gigli d’oro allineati in fascio sormontati ciascuno da una corona all’antica dello stesso, e una corona di marchese.
Accanto alla porta d'ingresso della villa è posta una lapide: "QUESTA VILLA / È STATA RIVENDICATA / ALLA CITTADINANZA / DALLA PRIMA AMMINISTRAZIONE CIVICA / DI PALERMO LIBERATA / NELL’ANNO MCMXLIV".
La palestra è formata da un padiglione centrale, affiancato da due corpi più bassi che accolgono gli spogliatoi. Il progetto è perfettamente simmetrico, in ogni padiglione illuminato da alte finestre si aprono due ingressi. Due statue dello scultore Nino Geraci arricchiscono le nicchie sovrastanti gli ingressi del padiglione centrale, si tratta di due figure legate allo sport: il Discobolo e il Lanciatore di pesi. Al momento della sua costruzione, si tratta della più importante palestra della città: misura 25 metri per 16, è ben fornita (servizi, sala di scherma, sala degli istruttori, ambulatori) ed è realizzata con materiali di qualità (linoleum e pietra di Billiemi). Sul prospetto campeggia la scritta: “VOI SIETE L’AMORE DELLA VITA VOI SIETE LA SPERANZA DELLA PATRIA VOI SIETE SOPRATTUTTO L’ESERCITO DI DOMANI”. La palestra è tuttora in uso alla scuola media e al liceo, dopo esser stata restaurata nel 2017.